# Dan Henderson
Daniel Jeffery Henderson (Downey, 24 agosto 1970) è un ex lottatore di arti marziali miste ed ex lottatore olimpico statunitense.
Ha combattuto nella divisione dei pesi medi e dei pesi mediomassimi per la promozione statunitense UFC. È stato l'ultimo campione dei mediomassimi Strikeforce e l'ultimo campione dei pesi welter (83.5 kg) e medi (83 kg) della giapponese Pride.
È stato l'unico lottatore di MMA a detenere contemporaneamente due titoli in due differenti classi di peso nelle federazioni maggiori di arti marziali miste fino a quando Conor McGregor non ha ripetuto tale impresa nel 2016. Henderson ha inoltre vinto il torneo dei pesi medi UFC 17, il torneo dei pesi leggeri Brazil Open 1997, il torneo RINGS King of Kings del 1999 e il torneo Pride 2005 Welterweight Grand Prix. Ha fatto anche da allenatore nella nona stagione del reality show The Ultimate Fighter.
Henderson possiede il marchio di abbigliamento Clinch Gear MMA.

## Background
Henderson, di sangue Walla Walla per 1/16, è nato a Downey, California, e cresciuto nell'Apple Valley. Ha frequentato la Victor Valley High School a Victorville, California, partecipando e vincendo medaglie ai California State Wrestling Championships nel 1987 e 1988. È stato membro della squadra di wrestling della Victor Valley High School, campioni dello stato nel 1987. Henderson praticò la lotta libera sia alla Cal State Fullerton che alla Arizona State University, partecipando ai campionati NCAA nel 1993. Ha rappresentato gli Stati Uniti nelle olimpiadi del 1992 e del 1996 nella lotta greco-romana.

## Carriera nelle arti marziali miste

### Inizio carriera e UFC
Henderson inizia ad allenarsi nelle arti marziali nel 1997 quando si unisce al Real American Wrestling team (RAW). Nel suo primo anno di competizioni nelle arti marziali miste vince il Brazil Open, un torneo a cui prendono parte quattro pesi massimi. L'anno successivo vince l'UFC 17 tournament battendo Allan Goes e Carlos Newton. In questo anno nelle MMA sconfigge cinque avversari nel corso di due eventi. Per raggiungere il titolo di RINGS King of Kings il 28 ottobre 1999 a Tokyo, Giappone, vince due combattimenti per qualificarsi alle fasi finali dove supera nell'ordine Gilbert Yvel, Antônio Rodrigo Nogueira e Renato Sobral il 26 febbraio 2000 vincendo il torneo.

### Pride Fighting Championships
Henderson in seguito inizia a competere nel Pride Fighting Championships combattendo principalmente nella categoria dei pesi medi. Nel Pride, Hendo si scontra con alcuni tra i fighter d'élite del proprio sport, tra cui Wanderlei Silva, Renzo Gracie, Antônio Rodrigo Nogueira, Ricardo Arona, Murilo Rua, Murilo Bustamante, Yuki Kondo, Ryo Chonan e Akihiro Gono.
Quando il Pride inizia la sua divisione bushido, Henderson vince il primo torneo riservato ai welterweight (83 kg), sconfiggendo Ryo Chonan e Akihiro Gono per K. O. e in seguito Bustamante per decisione (maggioranza) in finale. A Pride Bushido 10, Henderson batte Kazuo Misaki per decisione unanime dopo averlo colpito con numerosi colpi. Dan in seguito entra nel secondo Pride Welterweight Grand Prix perdendo in un rematch con Misaki.
L'ultimo scontro di Henderson nel Pride è un rematch con Wanderlei Silva a Pride 33 a Las Vegas, Nevada il 24 febbraio 2007 dove mette a segno una vittoria per knockout diventando Middleweight Champion mentre ancora detiene il titolo dei pesi welter. Henderson diventa il primo fighter della storia a detenere contemporaneamente titoli in due differenti classi di peso in una delle principali organizzazioni di MMA al mondo.

### Ritorno in UFC

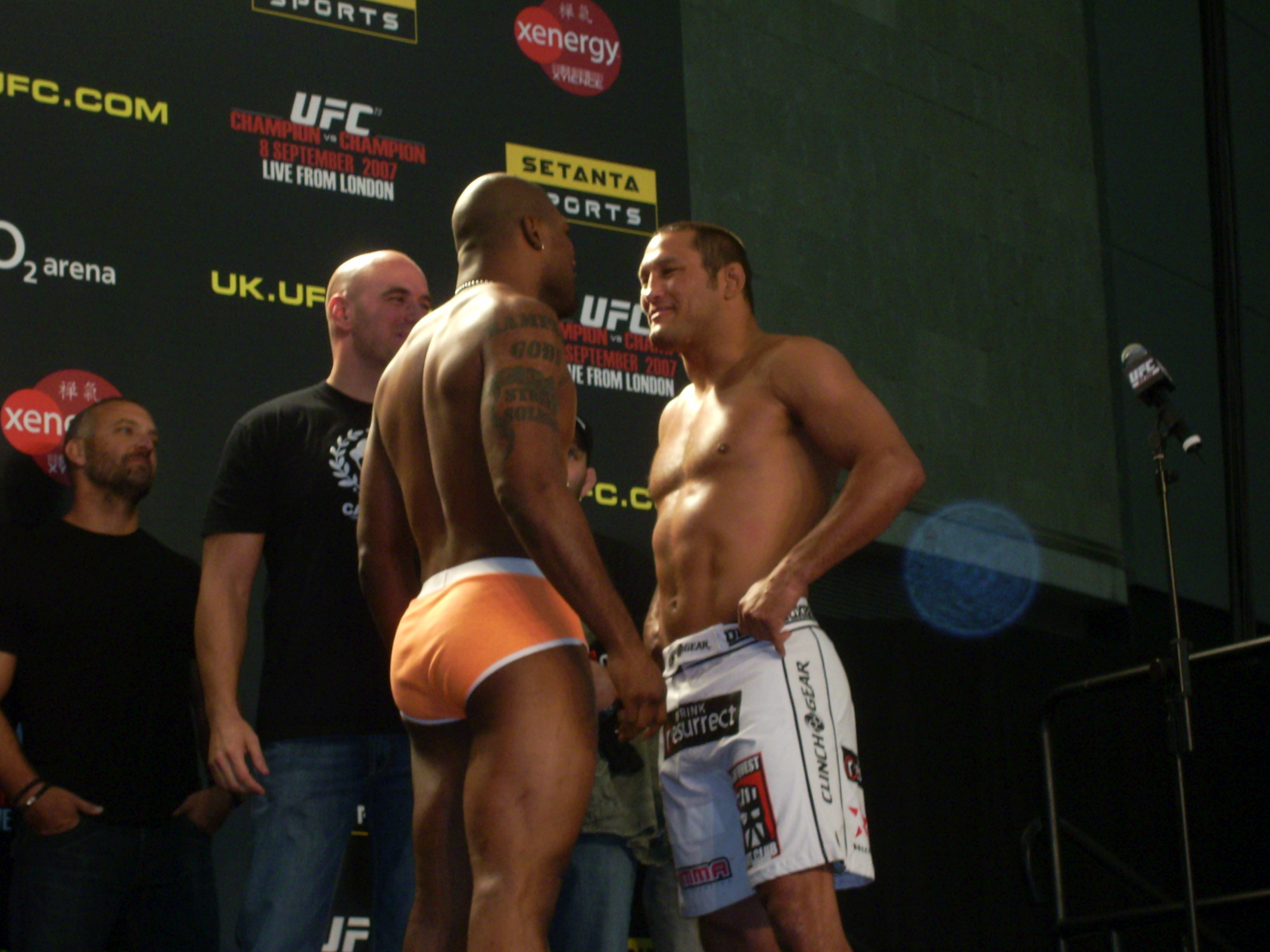
Henderson faccia a faccia con Quinton Jackson durante le operazioni di peso per l'evento UFC 75

L'8 settembre 2007 Henderson ritorna in UFC per affrontare il light heavyweight champion Quinton Jackson a UFC 75 a Londra. Un combattuto incontro vede vittorioso "Rampage" Jackson per decisione unanime alla fine del quinto round che conquista anche il Pride middleweight title.
Il 17 novembre 2007 viene annunciato a UFC 78 che Henderson avrebbe lottato contro l'UFC middleweight champion Anderson Silva per unificare i titoli UFC e Pride. Il 1º marzo 2008 a UFC 82, tenuto alla Nationwide Arena a Columbus, Ohio, si svolge il match che vede Henderson perdere per sottomissione al secondo round tramite una rear naked choke.
Henderson si rifà dell'infausta partenza in UFC con la vittoria contro l'asso del brazilian jiu jitsu Rousimar Palhares a UFC 88 per decisione unanime. Questa è la sua prima vittoria in UFC dopo oltre dieci anni. Dopo l'incontro Dan ridendo afferma: "Spero di non dover attendere altrettanto prima della mia prossima vittoria".
In seguito Henderson ritorna nella categoria dei mediomassimi per affrontare l'ex campione dei medi Rich Franklin. Hendo vince per decisione (maggioranza) in un match nel quale viene accusato di aver volontariamento messo un dito nell'occhio dell'avversario. In seguito viene scelto per guidare il Team U. S contro Team UK guidato da Michael Bisping nella nona stagione del reality The Ultimate Fighter.

### Coach a Ultimate Fighter e nuovo abbandono dell'UFC
Il reality show, che partorisce una rivalità tra i due coach che continuerà fino al loro match, viene trasmesso da Spike TV con la finale svoltasi il 20 giugno 2009 a Las Vegas. Dan riceve una Land Rover pluriaccessoriata per essere stato allenatore dello show insieme a Bisping.
L'11 luglio 2009 a UFC 100, tenutosi al Mandalay Bay Events Center a Las Vegas, Henderson e Bisping regolano i propri conti in sospeso con Hendo che diviene il primo uomo a mettere K. O. Bisping nel secondo round con un potente gancio destro alla mascella di Bisping. Questa vittoria frutta a Dan una title shot per l'UFC Middleweight Championship e il premio "Knockout of the Night", il quale finisce per diventare uno dei più famosi nella storia di questo sport, venendo premiato KO of the Year ai Fighters Only World MMA Awards nel 2009.
Una controversia sorge da questo combattimento poiché Henderson, immediatamente dopo il suo pugno del KO, colpisce un Bisping steso a terra con un avambraccio volante prima che l'arbitro Mario Yamasaki dichiari il combattimento concluso al minuto 3.20. Nell'intervista post-gara, Henderson giustifica il colpo finale dopo il knockout affermando: "Normalmente non combatto in questa maniera. So se il mio avversario è fuori combattimento e in quel caso tendo a fermarmi. Sapevo di averlo colpito e pensavo che quel primo colpo sarebbe servito solo a farlo stare un po' zitto".
In seguito il presidente UFC Dana White afferma che Hendo avesse rilasciato tali dichiarazioni per scherzo mentre Dan tenta di chiarire dicendo: "quando sei in trance agonistica, e l'arbitro non ha ancora fermato l'incontro, non puoi sapere cosa accadrà, se lui possa rialzarsi. L'ho davvero colpito solo due volte, una volta col mio piede e una volta quand'era al tappeto. Non ho continuato, non ho continuato dopo che l'arbitro aveva tentato di fermarmi, non ho fatto nulla di tutto ciò. È stata una mia reazione continuare finché non sono stato bloccato, anche se mi ha fatto sentire bene.

### Strikeforce
Il 5 dicembre 2009 Dan Henderson firma un contratto di quattro incontri per la durata di sedici mesi con la Strikeforce, una volta scaduto il proprio contratto con l'UFC. Il debutto avviene il 17 aprile 2010 a Strikeforce on CBS contro Jake Shields. Dan cercava anche un incontro per un match di pesi medi contro Gegard Mousasi ed esprime anche l'interesse per un eventuale scontro con Fedor Emelianenko durante la durata del suo contratto. Dan perde il suo debutto nella nuova federazione e malgrado l'aver mandato al tappeto Shields durante il primo round, perde per decisione unanime (49–46, 49–45, 48–45).
In seguito Henderson sconfigge Renato Sobral il 4 dicembre 2010 a Strikeforce: Henderson contro Babalu per K. O. al primo round e Rafael Cavalcante per K. O. al terzo round vincendo lo Strikeforce Light Heavyweight Championship a Strikeforce 32.
Il 30 luglio 2011 Henderson combatte contro Fedor Emelianenko a Strikeforce: Fedor contro Henderson in un incontro tra pesi massimi. Henderson sconfigge il prestigioso avversario per KO tecnico al minuto 4.12 del primo round disputando il suo ultimo incontro nella federazione causa scadenza del proprio contratto. Dan esprime in seguito il desiderio di rinnovare per difendere il suo Strikeforce Light Heavyweight Championship ma nel frattempo la compagnia viene rilevata dall'UFC con cui sono rimaste vecchie ruggini dal passato.

### Nuovo ritorno in UFC
Poco dopo la conferenza stampa pre-combattimento di UFC 133 Dana White commenta riguardo al potenziale ritorno di Henderson in UFC: "Vedremo ciò che accadrà: io e Hendo abbiamo ancora delle discussioni in sospeso, vedremo se riusciremo a combinare qualcosa per riportarlo in UFC". In seguito Henderson commenta: "Penso che il migliore incontro che possa essere promosso sia probabilmente un'unificazione dei titoli con chiunque sia il campione UFC".
L'incontro per il ritorno si rivela essere contro Shogun Rua il 19 novembre 2011 a UFC 139 malgrado Hendo dichiari che avrebbe preferito incontrare subito il campione Jon Jones in una sfida per il titolo.
L'incontro tra i due ex campioni del Pride Fighting Championships si rivela un match epico che a più riprese i commentatori americani, Goldberg e Rogan, durante la telecronaca, definiscono uno dei più grandi della storia dell'UFC. Durante i primi tre round il quarantunenne Henderson domina la contesa infliggendo danni seri a Shogun che è ridotto a una maschera di sangue, andando vicino, alla fine della terza ripresa a chiudere l'incontro. Nel quarto e quinto round invece c'è l'inaspettata riscossa di Shogun, complice l'evidente calo fisico di Hendo. La decisione finale dei giudici assegna la vittoria finale all'americano assegnandogli in tutte le riprese un risultato di 10-9. Nell'intervista post-match Dan, sorretto da un compagno e dallo stesso Rogan, definisce il combattimento come "il più duro della sua carriera". L'incontro, come prevedibile, viene nominato Fight of the Night dell'evento, in coabitazione con il match tra Wanderlei Silva e Cung Le.
Il 1º settembre 2012 avrebbe dovuto affrontare il campione Jon Jones per il titolo dei pesi mediomassimi UFC, ma un infortunio a uno dei legamenti subito proprio una settimana prima dell'incontro fece saltare l'intera card, primo caso nella storia dell'UFC, e come suo sostituto nella sfida per la cintura venne scelto Vítor Belfort.
Il 23 febbraio 2013 affronta l'ex campione di categoria Lyoto Machida perdendo ai punti un match molto equilibrato, vedendo così sfumata la possibilità di lottare subito per il titolo.
In giugno Hendo subisce un'altra sconfitta per decisione divisa e ancora una volta contro un ex campione qual è Rashad Evans.
In novembre "Hendo" capitola per la terza volta consecutiva, in questo caso contro il numero 3 dei ranking dei pesi medi ed ex campione dei mediomassimi Vítor Belfort, contro il quale Henderson vinse un incontro nel 2006: la sconfitta fu singolare in quanto per la prima volta lo statunitense venne messo KO in un breve match a senso unico.
Torna alla vittoria nel marzo 2014 in Brasile mettendo KO Mauricio Rua nel rematch tra i due. Lo stesso anno torna a lottare senza l'utilizzo della terapia sostitutiva con testosterone in quanto essa venne vietata negli Stati Uniti e in Brasile: in maggio affronta l'imbattuto numero 4 dei ranking Daniel Cormier con un peso di 3 kg inferiore al limite dei pesi mediomassimi, e viene malamente sconfitto dal rivale che domina Henderson per tutto l'incontro e lo finisce con uno strangolamento.
Nel 2015 prende la decisione di scendere nei pesi medi e in gennaio affronta in Svezia il numero 8 dei ranking Gegard Mousasi, ex pluricampione Strikeforce, Dream e Cage Warriors: Henderson subì la seconda sconfitta per KO in carriera durante il primo round, anche se lo stop arbitrale venne duramente contestato.
A maggio affrontò Tim Boetsch, vincendo l'incontro al primo round per KO a soli 28 secondi dall'inizio della prima ripresa. A novembre affronta per la terza volta la leggenda delle MMA Vítor Belfort, venendo sconfitto al primo round per KO con una combinazione di calci e pugni.
Il 16 aprile 2016 avrebbe dovuto affrontare in un rematch il brasiliano Lyoto Machida. Tuttavia, il 13 aprile, Machida dichiarò di aver utilizzato delle sostanze illegali al di fuori dalle competizioni di MMA, sostenendo di non sapere che tali sostanze erano illegali. A causa di ciò l'intero match saltò.
A giugno affrontò il cubano Hector Lombard all'evento UFC 199. Dopo un minuto dall'inizio del secondo round, Henderson andò a segno con un calcio alla testa ma nel farlo Lombard riuscì ad afferragli la gamba per tentare di mandarlo al tappeto con un takedown, prontamente però, Henderson lo colpì violentemente alla tempia con una gomitata mandandolo KO. Con questa vittoria venne premiato con il riconoscimento Performance of the Night.

#### Incontro titolato e ritiro
L'8 ottobre del 2016 dovette affrontare Michael Bisping per il titolo dei pesi medi all'evento UFC 204. Alla prima ripresa Henderson si trovò in difficoltà, rimanento con le spalle a muro e subendo svariati colpi; verso la fine dello stesso round Dan andò a segno con un potente gancio destro che mandò il campione al tappeto, subito dopo tentò in tutti i modi di vincere l'incontro con il ground and pound ma senza riuscirci. Nonostante le ferite riportate da Bisping vicino all'occhio sinistro, il medico diede l'ok all'arbitro per il proseguimento dell'incontro. Identica cosa accadde verso la fine della seconda ripresa, ma stavolta Michael subì meno colpi rispetto a prima. Per i restanti tre round Henderson si trovò in balia dei colpi del campione, senza poter far molto per ribaltare l'incontro. Venne sconfitto per decisione unanime e ottenne il premio Fight of the Night. Durante l'intervista post-match, Henderson annunciò il suo ritiro dalle MMA all'età di 46 anni.

## Risultati nelle arti marziali miste
| Risultato | Record | Avversario               | Metodo                                   | Evento                                   | Data              | Round | Tempo | Città                        | Note                                                         |
| --------- | ------ | ------------------------ | ---------------------------------------- | ---------------------------------------- | ----------------- | ----- | ----- | ---------------------------- | ------------------------------------------------------------ |
| Sconfitta | 32-15  | Michael Bisping          | Decisione (unanime)                      | UFC 204: Bisping vs. Henderson 2         | 8 ottobre 2016    | 5     | 5:00  | Manchester, Inghilterra      | Per il titolo dei Pesi Medi UFC Fight of the Night           |
| Vittoria  | 32-14  | Hector Lombard           | KO (calcio alla testa e gomitate)        | UFC 199: Rockhold vs. Bisping 2          | 4 giugno 2016     | 2     | 1:27  | Inglewood, Stati Uniti       | Performance of the Night                                     |
| Sconfitta | 31-14  | Vítor Belfort            | KO (calcio alla testa e pugni)           | UFC Fight Night: Belfort vs. Henderson 3 | 7 novembre 2015   | 1     | 2:07  | San Paolo, Brasile           |                                                              |
| Vittoria  | 31-13  | Tim Boetsch              | KO (pugni)                               | UFC Fight Night: Boetsch vs. Henderson   | 6 giugno 2015     | 1     | 0:28  | New Orleans, Stati Uniti     |                                                              |
| Sconfitta | 30-13  | Gegard Mousasi           | KO Tecnico (pugni)                       | UFC on Fox: Gustafsson vs. Johnson       | 24 gennaio 2015   | 1     | 1:10  | Stoccolma, Svezia            | Passa ai Pesi Medi                                           |
| Sconfitta | 30-12  | Daniel Cormier           | Sottomissione tecnica (rear naked choke) | UFC 173: Barao vs. Dillashaw             | 24 maggio 2014    | 3     | 3:53  | Las Vegas, Stati Uniti       | Eliminatoria per il titolo dei Pesi Mediomassimi UFC         |
| Vittoria  | 30-11  | Mauricio Rua             | KO Tecnico (pugni)                       | UFC Fight Night: Shogun vs. Henderson 2  | 23 marzo 2014     | 3     | 1:31  | Natal, Brasile               |                                                              |
| Sconfitta | 29-11  | Vítor Belfort            | KO (calcio alla testa)                   | UFC Fight Night: Belfort vs. Henderson   | 9 novembre 2013   | 1     | 1:17  | Goiânia, Brasile             |                                                              |
| Sconfitta | 29-10  | Rashad Evans             | Decisione (non unanime)                  | UFC 161: Evans vs. Henderson             | 15 giugno 2013    | 3     | 5:00  | Winnipeg, Canada             |                                                              |
| Sconfitta | 29-9   | Lyoto Machida            | Decisione (non unanime)                  | UFC 157: Rousey vs. Carmouche            | 23 febbraio 2013  | 3     | 5:00  | Anaheim, Stati Uniti         | Eliminatoria per il titolo dei Pesi Mediomassimi UFC         |
| Vittoria  | 29–8   | Mauricio Rua             | Decisione (unanime)                      | UFC 139: Shogun vs. Henderson            | 19 novembre 2011  | 5     | 5:00  | San Jose, Stati Uniti        | Eliminatoria per il titolo dei Pesi Mediomassimi UFC         |
| Vittoria  | 28–8   | Fedor Emelianenko        | KO Tecnico (pugni)                       | Strikeforce: Fedor vs. Henderson         | 30 luglio 2011    | 1     | 4:12  | Hoffman Estates, Stati Uniti | Incontro di Pesi Massimi                                     |
| Vittoria  | 27–8   | Rafael Cavalcante        | KO Tecnico (pugni)                       | Strikeforce: Feijao vs. Henderson        | 5 marzo 2011      | 3     | 0:50  | Columbus, Stati Uniti        | Vince il titolo dei Pesi Mediomassimi Strikeforce            |
| Vittoria  | 26–8   | Renato Sobral            | KO (pugni)                               | Strikeforce: St. Louis                   | 4 dicembre 2010   | 1     | 1:53  | Saint Louis, Stati Uniti     | Eliminatoria per il titolo dei Pesi Mediomassimi Strikeforce |
| Sconfitta | 25–8   | Jake Shields             | Decisione (unanime)                      | Strikeforce: Nashville                   | 17 aprile 2010    | 5     | 5:00  | Nashville, Stati Uniti       | Per il titolo dei Pesi Medi Strikeforce                      |
| Vittoria  | 25–7   | Michael Bisping          | KO (pugno)                               | UFC 100                                  | 11 luglio 2009    | 2     | 3:20  | Las Vegas, Stati Uniti       |                                                              |
| Vittoria  | 24–7   | Rich Franklin            | Decisione (non unanime)                  | UFC 93: Franklin vs. Henderson           | 17 gennaio 2009   | 3     | 5:00  | Dublino, Irlanda             |                                                              |
| Vittoria  | 23–7   | Rousimar Palhares        | Decisione (unanime)                      | UFC 88: Breakthrough                     | 6 settembre 2008  | 3     | 5:00  | Atlanta, Stati Uniti         |                                                              |
| Sconfitta | 22–7   | Anderson Silva           | Sottomissione (rear naked choke)         | UFC 82: Pride of a Champion              | 1º marzo 2008     | 2     | 4:50  | Columbus, Stati Uniti        | Per l'unificazione col titolo dei Pesi Medi UFC              |
| Sconfitta | 22–6   | Quinton Jackson          | Decisione (unanime)                      | UFC 75: Champion vs. Champion            | 8 settembre 2007  | 5     | 5:00  | Londra, Regno Unito          | Per l'unificazione del titolo dei Pesi Mediomassimi UFC      |
| Vittoria  | 22–5   | Wanderlei Silva          | KO (pugni)                               | Pride 33: The Second Coming              | 24 febbraio 2007  | 3     | 2:08  | Las Vegas, Stati Uniti       | Vince il titolo dei Pesi Medi Pride                          |
| Vittoria  | 21–5   | Vítor Belfort            | Decisione (unanime)                      | Pride 32: The Real Deal                  | 21 ottobre 2006   | 3     | 5:00  | Las Vegas, Stati Uniti       | Incontro di Pesi Mediomassimi                                |
| Sconfitta | 20–5   | Kazuo Misaki             | Decisione (unanime)                      | Pride Bushido 12                         | 26 agosto 2006    | 2     | 5:00  | Nagoya, Giappone             | Pride 2006 Welterweight Grand Prix, Quarti di finale         |
| Vittoria  | 20–4   | Kazuo Misaki             | Decisione (unanime)                      | Pride Bushido 10                         | 2 aprile 2006     | 2     | 5:00  | Tokyo, Giappone              |                                                              |
| Vittoria  | 19–4   | Murilo Bustamante        | Decisione (non unanime)                  | Pride Shockwave 2005                     | 31 dicembre 2005  | 2     | 5:00  | Saitama, Giappone            | vince il Pride 2005 Welterweight Grand Prix                  |
| Vittoria  | 18–4   | Akihiro Gono             | KO (pugno)                               | Pride Bushido 9                          | 25 settembre 2005 | 1     | 7:58  | Tokyo, Giappone              | Pride 2005 Welterweight Grand Prix, Semifinale               |
| Vittoria  | 17–4   | Ryo Chonan               | KO (pugno)                               | Pride Bushido 9                          | 25 settembre 2005 | 1     | 0:22  | Tokyo, Giappone              | Pride 2005 Welterweight Grand Prix, Primo turno              |
| Sconfitta | 16–4   | Antônio Rogério Nogueira | Sottomissione (armbar)                   | Pride Total Elimination 2005             | 23 aprile 2005    | 1     | 8:05  | Osaka, Giappone              | Pride 2005 Middleweight Grand Prix, Primo turno              |
| Vittoria  | 16–3   | Yuki Kondo               | Decisione (non unanime)                  | Pride Shockwave 2004                     | 31 dicembre 2004  | 3     | 5:00  | Saitama, Giappone            |                                                              |
| Vittoria  | 15–3   | Kazuhiro Nakamura        | KO Tecnico (infortunio alla spalla)      | Pride 28: High Octane                    | 31 ottobre 2004   | 1     | 1:15  | Saitama, Giappone            |                                                              |
| Vittoria  | 14–3   | Murilo Bustamante        | KO Tecnico (pugni)                       | Pride Final Conflict 2003                | 9 novembre 2003   | 1     | 0:53  | Tokyo, Giappone              | Pride 2003 Middleweight Grand Prix, eventuale ripescaggio    |
| Vittoria  | 13–3   | Shungo Oyama             | KO Tecnico (pugni)                       | Pride 25: Body Blow                      | 16 marzo 2003     | 1     | 3:28  | Yokohama, Giappone           |                                                              |
| Sconfitta | 12–3   | Antônio Rodrigo Nogueira | Sottomissione (armbar)                   | Pride 24: Cold Fury 3                    | 23 dicembre 2002  | 3     | 1:49  | Fukuoka, Giappone            |                                                              |
| Sconfitta | 12–2   | Ricardo Arona            | Decisione (non unanime)                  | Pride 20: Armed and Ready                | 28 aprile 2002    | 3     | 5:00  | Yokohama, Giappone           |                                                              |
| Vittoria  | 12–1   | Murilo Rua               | Decisione (non unanime)                  | Pride 17: Championship Chaos             | 3 novembre 2001   | 3     | 5:00  | Tokyo, Giappone              |                                                              |
| Vittoria  | 11–1   | Akira Shoji              | KO Tecnico (pugni e ginocchiate)         | Pride 14: Clash of the Titans            | 27 maggio 2001    | 3     | 3:18  | Yokohama, Giappone           |                                                              |
| Vittoria  | 10–1   | Renzo Gracie             | KO (pugno)                               | Pride 13: Collision Course               | 25 marzo 2001     | 1     | 1:40  | Saitama, Giappone            |                                                              |
| Sconfitta | 9–1    | Wanderlei Silva          | Decisione (unanime)                      | Pride 12: Cold Fury                      | 9 dicembre 2000   | 2     | 10:00 | Saitama, Giappone            | Debutto in Pride                                             |
| Vittoria  | 9–0    | Renato Sobral            | Decisione (maggioranza)                  | King of Kings Tournament 1999            | 26 febbraio 2000  | 2     | 5:00  | Tokyo, Giappone              | Vince il Torneo Rings King of Kings 1999                     |
| Vittoria  | 8–0    | Antônio Rodrigo Nogueira | Decisione (non unanime)                  | King of Kings Tournament 1999            | 26 febbraio 2000  | 3     | 5:00  | Tokyo, Giappone              | Torneo Rings King of Kings 1999, Semifinale                  |
| Vittoria  | 7–0    | Gilbert Yvel             | Decisione (unanime)                      | King of Kings Tournament 1999            | 26 febbraio 2000  | 2     | 5:00  | Tokyo, Giappone              | Torneo Rings King of Kings 1999, Quarti di finale            |
| Vittoria  | 6–0    | Hiromitsu Kanehara       | Decisione (maggioranza)                  | King of Kings Tournament 1999            | 28 ottobre 1999   | 2     | 5:00  | Tokyo, Giappone              | Torneo Rings King of Kings 1999, Secondo turno               |
| Vittoria  | 5–0    | Bakouri Gogitidze        | KO Tecnico (ginocchiata alle costole)    | King of Kings Tournament 1999            | 28 ottobre 1999   | 1     | 2:17  | Tokyo, Giappone              | Torneo Rings King of Kings 1999, Primo turno                 |
| Vittoria  | 4–0    | Carlos Newton            | Decisione (non unanime)                  | UFC 17: Redemption                       | 15 maggio 1998    | 1     | 15:00 | Mobile, Stati Uniti          | Vince l'UFC 17 Middleweight Tournament                       |
| Vittoria  | 3–0    | Allan Goes               | Decisione (unanime)                      | UFC 17: Redemption                       | 15 maggio 1998    | 1     | 15:00 | Mobile, Stati Uniti          | UFC 17 Middleweight Tournament, Semifinale                   |
| Vittoria  | 2–0    | Eric Smith               | Sottomissione (ghigliottina)             | Brazil Open '97                          | 15 giugno 1997    | 1     | 0:30  | Brasile                      |                                                              |
| Vittoria  | 1–0    | Crezio de Souza          | KO Tecnico (pugni)                       | Brazil Open '97                          | 15 giugno 1997    | 1     | 5:25  | Brasile                      |                                                              |

## Risultati nel grappling
| Risultato | Record | Avversario     | Metodo                          | Evento                   | Data             | Città                   |
| --------- | ------ | -------------- | ------------------------------- | ------------------------ | ---------------- | ----------------------- |
| Sconfitta | 0-2    | Jon Jones      | Submission (arm-triangle choke) | Submission Underground 2 | 11 dicembre 2016 | Portland, Stati Uniti   |
| Sconfitta | 0-1    | Frank Shamrock | Submission (heel hook)          | The Contenders           | 11 ottobre 1997  | Sioux City, Stati Uniti |